# Doudeauville (Sena Marítimo)
Doudeauville es una comuna francesa situada en el departamento de Sena Marítimo, en la región de Normandía.

## Demografía
| 128 | 108 | 102 | 72 | 68 | 81 | 104 |
| Para los censos de 1962 a 1999 la población legal corresponde a la población sin duplicidades (Fuente: INSEE [Consultar]) |     |     |    |    |    |     |